# Kévin Labèque
Pour les articles homonymes, voir Labèque.
Kévin Labèque, né le 7 décembre 1991 à Arès, est un coureur cycliste français. 

## Palmarès sur route
- 2008
  - 2e du Chrono des Nations-Les Herbiers-Vendée juniors
- 2009
  -  Champion de France du contre-la-montre juniors
  - Boucles du Canton de Trélon :
    - Classement général
    - 1re étape (contre-la-montre)

  - Circuito Cántabro Junior
  - 2e étape de Liège-La Gleize (contre-la-montre par équipes)
  -  Médaillé de bronze au championnat d'Europe du contre-la-montre juniors
  - 5e du championnat du monde du contre-la-montre juniors
- 2012
  - 1re étape du Tour du Loiret
  - 2e du Tour de la Manche
  - 3e du championnat de France du contre-la-montre espoirs

## Palmarès sur piste

### Championnats du monde
- Melbourne 2012
  - 9e de la poursuite

### Coupe du monde
- 2011-2012
  - 3e de la poursuite à Pékin

### Championnats d'Europe
- Anadia 2012
  -  Médaillé de bronze de la poursuite espoirs

### Championnats de France
| - 2007 - Champion de France de poursuite cadets - 3e de l'américaine cadets - 2010 - 2e de la poursuite espoirs - 2011 - Champion de France du kilomètre espoirs - Champion de France de la course aux points espoirs - 2e de la poursuite espoirs - 3e de la poursuite par équipes | - 2012 - Champion de France de poursuite espoirs - 2e de la poursuite par équipes - 2e de la poursuite - 3e de la course aux points |  |